# USS Raleigh (CL-7)
USS Raleigh (CL-7) là một tàu tuần dương hạng nhẹ thuộc lớp Omaha của Hải quân Hoa Kỳ được đưa ra phục vụ ngay sau Chiến tranh Thế giới thứ nhất. Nó là chiếc tàu chiến thứ ba của Hải quân Mỹ được đặt cái tên này, theo tên thành phố Raleigh, North Carolina. Con tàu đã tiếp tục phục vụ trong Chiến tranh Thế giới thứ hai, đã có mặt tại Trân Châu Cảng khi Nhật Bản tấn công căn cứ hải quân này vào ngày 7 tháng 12 năm 1941, đã hoạt động gần hết chiến tranh tại khu vực quần đảo Aleut trước khi ngừng hoạt động năm 1945 và bị tháo dỡ năm 1946. Raleigh được tặng thưởng baNgôi sao Chiến trận do thành tích phục vụ trong Thế Chiến II.

## Thiết kế và chế tạo
Raleigh được đặt lườn bởi hãng Bethlehem Steel Corporation tại Quincy, Massachusetts vào ngày 16 tháng 8 năm 1920. Nó được hạ thủy vào ngày 25 tháng 10 năm 1922; được đỡ đầu bởi cô Jennie Proctor; và được đưa ra hoạt động tại Xưởng hải quân Boston vào ngày 6 tháng 2 năm 1924 dưới quyền chỉ huy của hạm trưởng, Đại tá Hải quân William C. Watts.

## Lịch sử hoạt động

### Giai đoạn giữa hai cuộc thế chiến
Raleigh được chuyển đến Xưởng hải quân New York vào ngày 26 tháng 2 năm 1924 để hoàn tất việc trang bị, và đã rời cảng này vào ngày 16 tháng 4 cho chuyến đi chạy thử máy ngoài khơi Virginia Capes; những hiệu chỉnh sau cùng trong xưởng tàu được hoàn tất tại Quincy vào ngày 24 tháng 6. Sau khi chuyển sang Provincetown, Massachusetts, Raleigh rời cảng này ra khơi vào ngày 30 tháng 7 để gia nhập Hải đội Tuần dương thuộc Lực lượng Tuần tiễu tại vùng biển Bắc Âu cho những hoạt động phối hợp với chuyến bay vòng quanh thế giới của Lục quân. Sau khi ghé qua các cảng tại Na Uy, Đan Mạch và Scotland, nó đảm trách nhiệm vụ trinh sát vào ngày 31 tháng 7 tại khu vực ngoài khơi Hvalfjörður, Iceland. Nó chuyển vị trí hoạt động sang bờ biển phía Đông của Greenland vào ngày 10 tháng 8, và sau khi kết thúc các nhiệm vụ phối hợp với các chuyến bay của Lục quân, nó quay trở về Xưởng hải quân Boston vào ngày 3 tháng 9 để bảo trì.
Raleigh lên đường từ cảng Boston vào ngày 16 tháng 10 cho các chuyến cơ động ngoài khơi Virginia Capes, rồi được tiếp nối bởi các hoạt động và tập trận ngoài khơi bờ biển Panama, California và tại vùng biển quần đảo Hawaii. Khởi hành từ Honolulu vào ngày 10 tháng 6 năm 1925, nó ghé qua San Diego, California cùng với Lực lượng Tuần tiễu trước khi quay trở về Xưởng hải quân Boston vào ngày 13 tháng 7. Raleigh tiếp tục hoạt động ngoài khơi Boston trong hai năm tiếp theo sau, trải qua hầu hết thời gian của các tháng mùa Đông cùng với Lực lượng Tuần tiễu tại các vùng biển Cuba và Panama.
Rời cảng Boston ngày 1 tháng 2 năm 1927, Raleigh nhận lên tàu hai đơn vị Thủy quân Lục chiến tại Charleston, South Carolina. Sau khi tham gia các cuộc cơ động ngoài khơi vịnh Guantánamo, Cuba, nó đi qua kênh đào Panama hướng đến Corinto, Nicaragua, đến nơi vào ngày 5 tháng 2 để cho đổ bộ lực lượng Thủy quân Lục chiến, vốn đang cần đến trong việc đối phó với các nhóm cướp bóc tại vùng quê. Chiếc tàu tuần dương thường trực ngoài khơi sẵn sàng để trợ giúp cho đến ngày 23 tháng 3, khi nó quay trở về Boston tiếp nối các hoạt động tuần tiễu dọc bờ biển Đại Tây Dương.
Vào mùa Xuân năm 1928, Raleigh hoạt động ngoài khơi bờ biển California và tại vùng biển Hawaii, trước khi quay trở về Boston vào ngày 26 tháng 6 để chuẩn bị được bố trí sang châu Âu. Khởi hành vào ngày 17 tháng 8, nó đi đến Hampton Roads, Virginia, nơi mà vào ngày 15 tháng 9, nó thay phiên cho tàu tuần dương Detroit trong vai trò soái hạm của Phó Đô đốc John H. Dayton, Tư lệnh Lực lượng Hải quân tại châu Âu.
Sau khi ghé qua Boston, Raleigh thực hiện các chuyến viếng thăm ngoại giao đến nhiều cảng chính tại châu Âu trước khi quay trở về Hampton Roads, Virginia vào ngày 4 tháng 9 năm 1929; ngày hôm sau, nó rút khỏi vai trò soái hạm của Tư lệnh Hải quân châu Âu. Sau đó Raleigh gia nhập Hải đội Tuần dương 3 thuộc Lực lượng Tuần tiễu, hoạt động trong những năm tiếp theo ngoài khơi Boston trong các hoạt động thực hành, tập trận và viếng thăm các cảng. Được cho đặt căn cứ tại San Diego từ ngày 15 tháng 8 năm 1933, nó tiến hành huấn luyện ngoài khơi bờ biển California xen kẻ với những chuyến đi đến vùng biển Caribbe, cũng như là đến Alaska và Hawaii. Nó rời San Diego vào ngày 27 tháng 4 năm 1936 cùng với hạm đội, băng qua kênh đào Panama, ghé qua Charleston, South Carolina, trước khi đi vào Xưởng hải quân Norfolk vào ngày 15 tháng 6 để đại tu.
Trong khi Raleigh đang được sửa chữa tại Norfolk, một đơn vị đặc biệt tạm thời, Hải đội 40-T, được tổ chức với nhiệm vụ đi đến vùng biển Tây Ban Nha di tản công dân Hoa Kỳ khỏi các khu vực đang xảy ra xung đột trong cuộc Nội chiến Tây Ban Nha. Chuẩn đô đốc Arthur P. Fairfield đặt cờ hiệu của mình trên chiếc Raleigh tại Norfolk vào ngày 17 tháng 9 năm 1936; và vào ngày hôm sau chiếc tàu tuần dương độc lập di chuyển đến Gibraltar, đến nơi vào ngày 27 tháng 9, nơi mà các tàu khu trục Kane và Hatfield cùng hải phòng hạm Cayuga tham gia vào hải đội. Cùng với nhau, các con tàu đã cứu hàng trăm công dân Mỹ và các quốc tịch khác khỏi mối nguy hiểm của chiến tranh.
Tàu tuần dương Omaha thay phiên cho Raleigh tại Villefranche vào ngày 28 tháng 4 năm 1938, và hai ngày sau nó lên đường đi Hampton Roads để đại tu, và về đến Xưởng hải quân Norfolk vào ngày 13 tháng 5.
Sau đó Raleigh được điều sang Phân hạm đội 1, Hải đội Khu trục thuộc Lực lượng Trận chiến Hoa Kỳ. Rời Norfolk vào ngày 16 tháng 8, nó tiến hành huấn luyện tại vịnh Guantanamo, rồi sau đó chuyển đến căn cứ mới tại San Diego vào ngày 5 tháng 9. Vào đầu năm 1939, nó tham gia cuộc tập trận Vấn đề Hạm đội XX tại vùng biển Caribbe trước khi quay trở về San Diego vào tháng 5 tiếp nối các hoạt động dọc theo bờ biển. Được điều về Chi đội Hawaii, Raleigh lên đường đi Trân Châu Cảng vào ngày 5 tháng 10. Trong vai trò soái hạm của Chi hạm đội Khu trục 1, nó tham gia các cuộc cơ động hạm đội vốn diễn ra từ khu vực Trung Thái Bình Dương cho đến bờ biển California.

### Chiến tranh Thế giới thứ hai

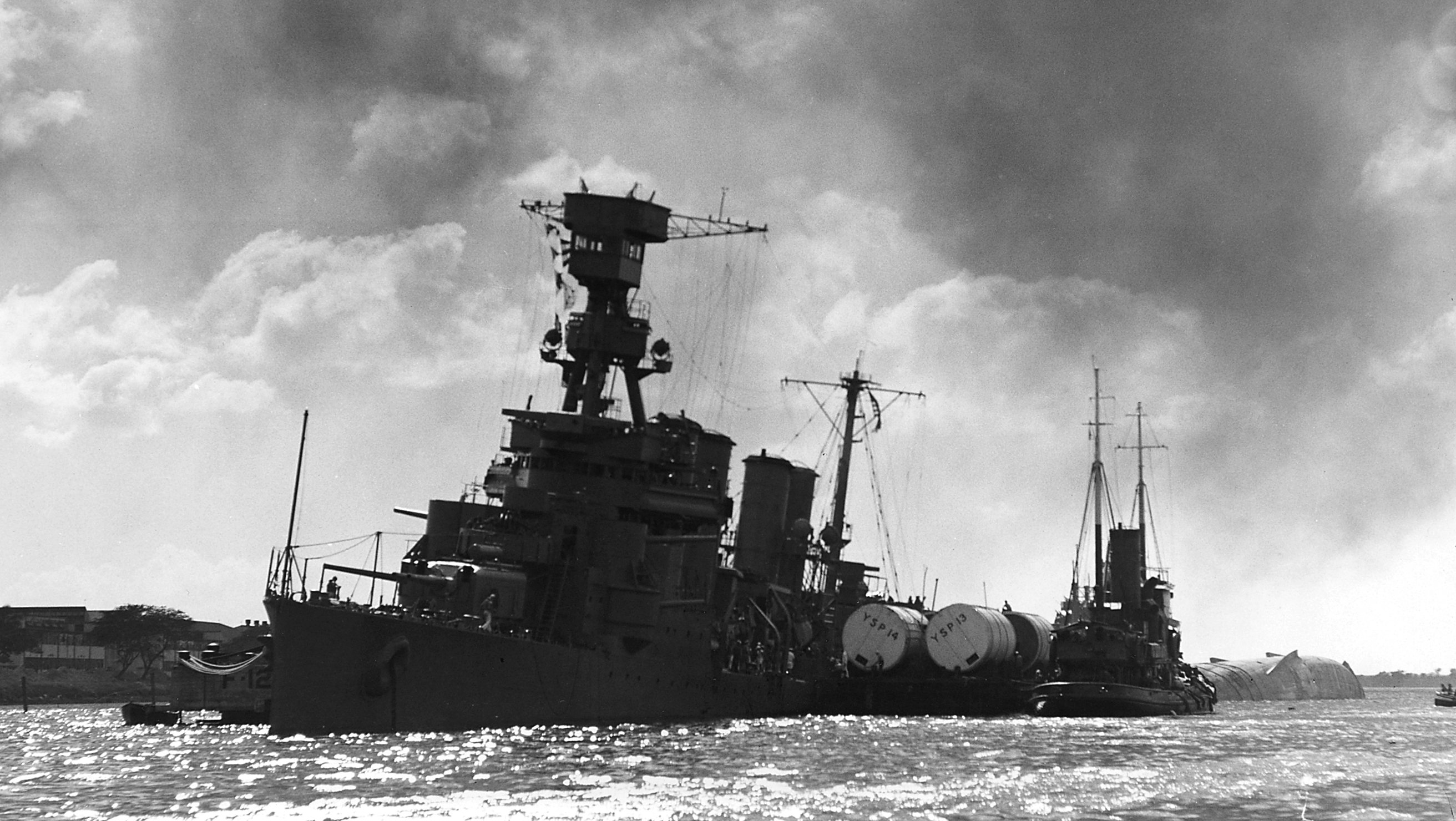
Raleigh bị nghiêng sau khi trúng ngư lôi tại Trân Châu Cảng.

Raleigh neo đậu tại bến F-12 bên bờ Đông của luồng vào phía Bắc tại Trân Châu Cảng khi Nhật Bản tấn công căn cứ hải quân này vào ngày 7 tháng 12 năm 1941. Trong đợt không kích đầu tiên, một quả ngư lôi đã sượt qua trước mũi, rồi một quả thứ hai đánh trúng mạn trái của Raleigh phía giữa tàu. Chiếc tàu tuần dương bị nghiêng nặng sang mạn trái đến mức có thể bị lật úp; thủy thủ đã tiếp tục tìm mọi cách để cứu con tàu, vứt bỏ các vật nặng bên trên, trong khi các xạ thủ phòng không của nó đã giúp vào việc tiêu diệt năm máy bay đối phương. Nỗ lực của thủy thủ đoàn đã giữ được con tàu tiếp tục nổi, và điều kỳ diệu khi không có ai thiệt mạng và chỉ có một số ít bị thương.
Ngày hôm sau, tàu kéo của xưởng tàu cùng chiếc tàu tiếp liệu khu trục Whitney đã cặp mạn vào nó để giúp đỡ, và Raleigh được kéo vào ụ tàu vào ngày 22 tháng 12để sửa chữa. Nó rời Trân Châu Cảng ngày 21 tháng 2 năm 1942 như một tàu hộ tống cho đoàn tàu vận tải gồm 5 chiếc đi đến San Francisco vào ngày 1 tháng 3. Sau khi được đại tu tại Xưởng hải quân Mare Island, nó rời vịnh San Francisco vào ngày 23 tháng 7 trong thành phần Lực lượng Đặc nhiệm 15, với nhiệm vụ hộ tống các đoàn tàu vận tải đi lại giữa San Francisco, Hawaii, Samoa và quần đảo Fiji.
Raleigh lên đường từ Pago Pago vào ngày 3 tháng 11 hướng đến khu vực giữa các quần đảo Gilbert và Ellice nhằm truy tìm và tiêu diệt bốn tàu cảnh giới Nhật Bản được cho là đang hoạt động tại đây. Không tìm thấy dấu vết của đối phương, nó quay về Trân Châu Cảng từ ngày 13 đến ngày 17 tháng 11, rồi di chuyển một mình đến cảng Dutch, Unalaska thuộc quần đảo Aleut, đến nơi vào ngày 24 tháng 11. Trong những tháng tiếp theo, nó truy lùng tàu đối phương đang vận chuyển lực lượng tăng viện tại các đảo Rat và Near, cùng hộ tống tàu chở quân và tiếp liệu đi lại giữa cảng Dutch và vịnh Kulak.
Raleigh ra khơi vào ngày 10 tháng 1 năm 1943 cùng với Đội đặc nhiệm 8.6 để hỗ trợ cho việc chiếm đóng đảo Amchitka. Từ ngày 12 tháng 1, nó thực hiến tuần tra ngoài khơi Amchitka, cùng những đợt càn quét ngoài khơi Kiska cùng đơn vị của nó. Được cho tách khỏi đội đặc nhiệm vào ngày 10 tháng 2, nó bảo vệ cho tàu bè đi lại giữa cảng Dutch và vịnh Kulak, rồi đi vào Xưởng hải quân Puget Sound ngày 23 tháng 3 để sửa chữa. Lên đường vào ngày 22 tháng 4, nó đi đến Adak vào ngày 28 tháng 4 để tham gia Đội đặc nhiệm 16.6 và tiến hành tuần tra các lối tiếp cận đảo Near và lối tiếp cận Kiska từ phía Nam. Raleigh tham gia đợt bắn phá Kiska vào ngày 2 tháng 8, tiêu diệt các mục tiêu trong vịnh nhỏ Gertrude, rồi lại bắn phá các vị trí đối phương một lần nữa vào ngày 12 tháng 8, trước khi lên đường đi San Francisco để đại tu.
Raleigh rời vịnh San Francisco vào ngày 15 tháng 9 tiếp tục hỗ trợ các hoạt động tại quần đảo Aleut, càn quét vùng biển giữa Kiska cho đến phía Tây đảo Attu. Trong thành phần Đội đặc nhiệm 94.6, nó di chuyển từ vịnh Massacre, Attu vào ngày 1 tháng 2 năm 1944 để bắn phá các vị trí đối phương tại Kurabu Zaki, Paramushiru phía Bắc quần đảo Kurile. Sáng sớm ngày 4 tháng 2, nó chiếm lấy vị trí tấn công để tiêu diệt khu vực nơi có hai khẩu đội pháo lưỡng dụng; đồng thời cũng tấn công một sân bay phá hủy một nhà chứa máy bay và một số trại lính, cũng như bắn trúng một tàu buôn nhỏ neo đậu gần bờ. Sau khi ghé qua Attu vào ngày 5 tháng 2, nó quay về Xưởng hải quân Puget Sound vào ngày 1 tháng 3 cho một đợt đại tu kéo dài ba tháng.
Gia nhập Lực lượng Đặc nhiệm 94 tại vịnh Massacre vào ngày 6 tháng 6, Raleigh bị hỏng động cơ số 2 đang khi trên đường đi đến đảo Matsuwa. Sau khi được sửa chữa tại Xưởng hải quân Puget Sound, Raleigh rời Seattle on 22 tháng 6, ghé qua San Pedro, California, rồi tiếp tục đi qua kênh đào Panama để đến Hampton Roads và sau đó là Norfolk. Ghé qua Annapolis, Maryland vào ngày 1 tháng 7, nó thực hiện hai chuyến đi huấn luyện học viên mới đi đến vùng biển Caribbe và dọc theo bờ Đông Hoa Kỳ. Sau đó nó di chuyển đến Xưởng hải quân Philadelphia vào ngày 29 tháng 9 năm 1945, được cho ngừng hoạt động tại đây vào ngày 2 tháng 11, và được cho rút tên khỏi danh sách Đăng bạ Hải quân vào ngày 28 tháng 11. Lườn tàu bị bán để tháo dỡ tại Philadelphia vào ngày 27 tháng 2 năm 1946.

## Phần thưởng
Raleigh được tặng thưởng ba Ngôi sao Chiến trận do thành tích phục vụ trong Thế Chiến II.
|  |                                         | Bronze star |
|  | Bronze star · Bronze star · Bronze star |             |

| Dãi băng Hoạt động Tác chiến  | Huân chương Chiến dịch Nicaragua thứ hai                                | Huân chương Phục vụ Phòng vệ Hoa Kỳ với 1 Ngôi sao Chiến trận |
| Huân chương Chiến dịch Hoa Kỳ | Huân chương Chiến dịch Châu Á-Thái Bình Dương với 3 Ngôi sao Chiến trận | Huân chương Chiến thắng Thế Chiến II                          |